# Boehmeria heterophylla
Boehmeria heterophylla är en nässelväxtart som beskrevs av Hugh Algernon Weddell. Boehmeria heterophylla ingår i släktet Boehmeria och familjen nässelväxter. Utöver nominatformen finns också underarten B. h. blumei.